# 善長寺 (川越市)
善長寺（ぜんちょうじ）は、埼玉県川越市にある曹洞宗の寺院。

## 歴史
1527年（大永7年）、節菴良筠によって開山された。節菴良筠は現在の同県入間郡越生町にある龍穏寺第7世住職である。開基は豊田隼人であり、当地豊田本の開拓者である。
当寺出身の著名な人物として、忽滑谷快天がいる。快天は当寺において出家し、後に駒澤大学の初代学長に就任している。

## 交通アクセス
- 西川越駅より徒歩23分。